# Roland Rhythm 55

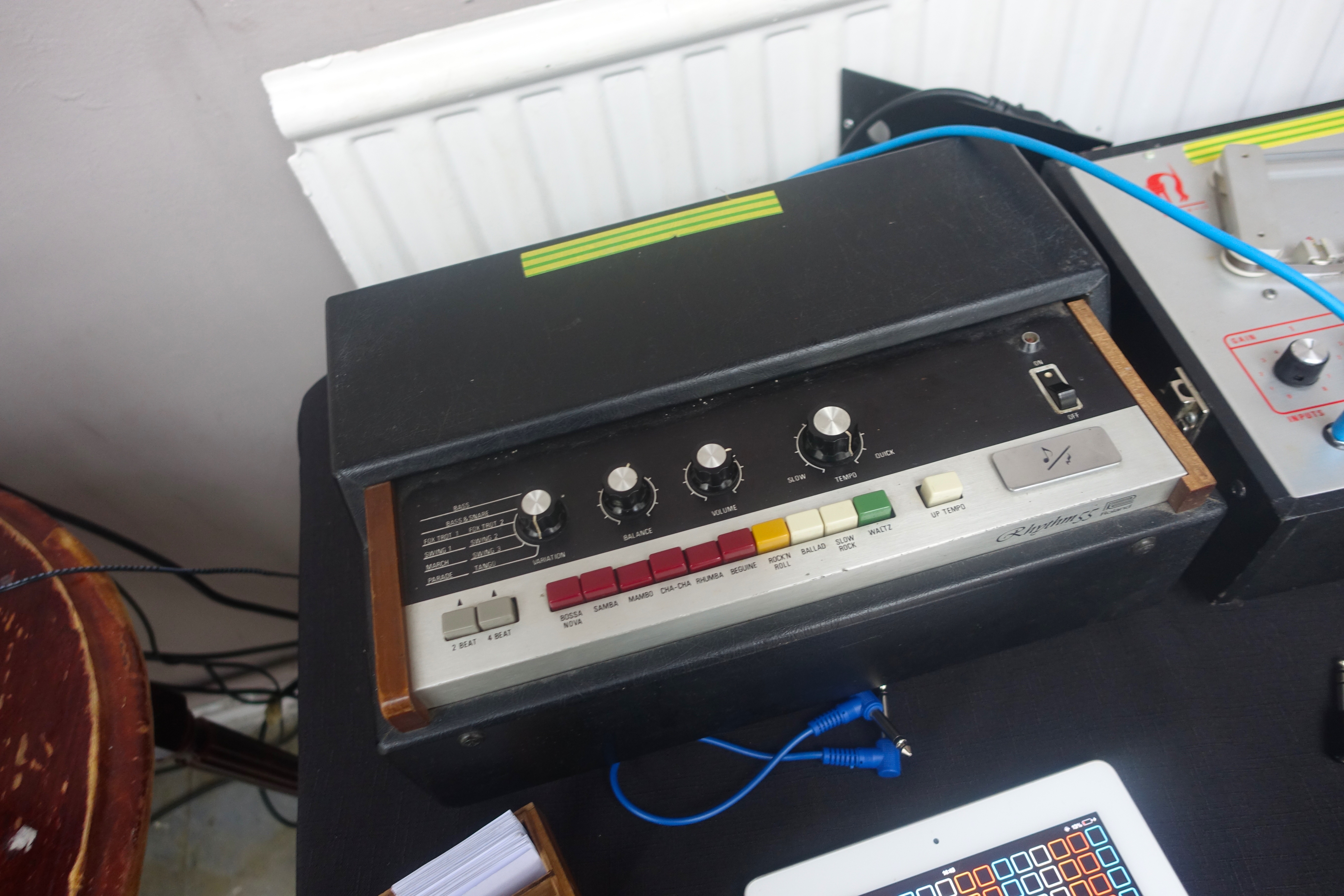
Roland Rhythm 55

Roland Rhythm 55 или Roland TR-55 — аналоговая драм-машина, выпущенная компанией Roland в 1972 году. В том же году компанией были выпущены еще два инструмента — Rhythm 33 (TR-33) и Rhythm 77 (TR-77), Rhythm 55 стала второй по счету моделью в линейке драм-машин Roland TR (сокр. от англ. Transistor Rhythm).

## Возможности
Набор ударных в Rhythm 55 был точно таким же, как и в Rhythm 33. Звуки барабанов создавались с помощью аналогового синтеза, возможности которого были крайне ограничены. И хотя ударные Rhythm 55 и не были похожи на барабаны настоящей ударной установки, в них все же был определенный шарм. На передней панели инструмента находился единственный регулятор, отвечавший за корректировку баланса бас-барабана и других ударных (хай-хэтов, тарелок и др.). 
Rhythm 55 содержал в себе примерно 20 предустановленных ритмов, при этом возможность их как-то редактировать или создать собственные отсутствовала. Единственными доступными регуляторами являлись ручка подгонки темпа и кнопка ускорения темпа в два раза. Однако можно было запускать более одного ритма одновременно и приглушать звуки некоторых барабанов, создавая чуть больше возможностей для ритмической вариации, чем было заявлено разработчиками.
Rhythm 55 имел один моно-выход и не мог взаимодействовать с другими инструментами (например, для синхронизации темпа с другими драм-машинами). 